# Cabal (romanzo)
Cabal è un romanzo horror scritto dal britannico Clive Barker nel 1988, che ha poi diretto un adattamento cinematografico da noi intitolato come il libro: Cabal (Nightbreed).

## Trama
Aaron Boone è un ragazzo di Calgary, in Canada, che soffre di un disturbo mentale. Per questo motivo si rivolge ad uno psichiatra di nome Decker. Costui lo informa di una serie di omicidi avvenuti nel giro di pochi mesi, dei quali molto probabilmente lo stesso Boone è artefice. Il ragazzo, sconvolto, tenta inizialmente il suicidio facendosi investire da un camion, riesce però a sopravvivere e viene ricoverato all'ospedale. Qui incontra un uomo di nome Narcisse che gli parla di un luogo che può offrire ospitalità ai meritevoli chiamato Midian, una sorta di necropoli in cui dimorano mostri un tempo umani. Boone conosce già la città perché l'ha sognata spesso, e crede che sia ormai l'unico luogo in cui possa rifugiarsi dopo i terribili delitti commessi. Il ragazzo non è il solo a voler raggiungere la misteriosa città, lo stesso Narcisse lo desidera ardentemente, tant'è che offuscato dalla pazzia, si recide il volto con i suoi uncini argentati strappandosi letteralmente la faccia per dare prova di essere degno di entrare a far parte della popolazione di Midian. Approfittando della confusione scaturita da quel gesto, Boone fugge dall'ospedale deciso a raggiungere la città.
Trova la necropoli che inizialmente gli sembra abbandonata, improvvisamente però viene attaccato da due Notturni (così vengono chiamati gli abitanti) uno dei quali lo morde, ma riesce a scappare. All'uscita dalla città, viene accolto da un corteo di poliziotti guidati fin lì da Decker. Egli rivela al ragazzo che è innocente, infatti è stato lo psichiatra stesso a mettere in atto gli efferati omicidi. Subito dopo la rivelazione la polizia spara a Boone uccidendolo, ma dopo poco tempo il corpo scompare misteriosamente dall'obitorio.
Lori, la ragazza di Boone, si mette in viaggio verso Midian.

## Film
- Cabal (1990)